# Józef Trzciński (zm. 1696)
Józef Trzciński herbu Sulima (zm. w 1696 roku) – wicemarszałek Trybunału Głównego Koronnego w 1685 roku, pisarz ziemski sandomierski w latach 1686–1696.